# Fernando Da Silva
Fernando Dias Da Silva (São Luís, 25 de junio de 1920 – Cabo Coral (Florida), 5 de marzo de 2012) fue un ilustrador y pintor de bellas artes brasileñoSus ilustraciones han sido portada de numerosas revistas, libros, periódicos y medios gráficos.
La familia de Da Silva dejó Rio de Janeiroe in 1959, y se trasladó a Chicago, Illinois. Allí, Da Silva trabajó como ilustrador y artista freelance. Su trabajo apareció regularmente en Playboy, Encyclopædia Britannica, World Book Encyclopedia, el Chicago Tribune y otros medios. Da Silva colaboró con Bob Peak en la campaña del Marlboro Man. También fue el responsable de las ilustraciones de la campaña "Fun Facts" de William Wrigley Jr., el informe anual Caterpillar Tractor y International Harvester, y varias tiras cómicas en color sindicadas, incluyendo Rex Morgan, M.D..